# Agrotera barcealis
Agrotera barcealis is een vlinder (nachtvlinder) uit de familie van de grasmotten (Crambidae). De wetenschappelijke naam van de soort is voor het eerst gepubliceerd in 1859 door Francis Walker.

## Verspreiding
De soort komt voor in India, Sri Lanka, Maleisië (Sarawak) en Indonesië (West-Papoea).